# أنطوان الدويهي
أنطوان الدويهي روائي وشاعر وأستاذ جامعي لبناني، ولد في لنان عام 1948. هاجر إلى باريس منتصف التسعينات ثم عاد إلى لبنان في مطلع القرن 21. وحصل الدويهي على الدكتوراة في الأنثروبولوجيا الاجتماعية والثقافية من جامعة رينيه ديكارت - السوربون في باريس عام 1979. ويعمل أستاذاً جامعياً في الأنثروبولوجيا الاجتماعية والثقافية (علم الحضارات المقارن) في الجامعة اللبنانية. وصدر للدكتور الدويهي العديد من الكتب في الأنثروبولوجيا الثقافية بالإضافة إلى نشر عدد من الأعمال الأدبية. وحازت روايته «غريقة بحيرة موريه» جائزة وزارة الثقافة اللبنانية كأفضل عمل روائي لبناني لعام 2015.

## السيرة الذاتية
ولد أنطوان الدويهي في لبنان عام 1979. وحصل على الدكتوراة في الأنثروبولوجيا الاجتماعية والثقافية من جامعة رينيه ديكارت - السوربون في باريس عام 1979، بالإضافة إلى إجازة في الآداب الفرنسية وفي العلوم الاجتماعية. وقبل هجرته إلى باريس، ترأس أنطوان الدويهي «حركة الوعي»، التي كان لها دورها الرائد في أوساط الشبيبة اللبنانية مطلع السبعينيات. وأمضى الدويهي قرابة عشرين عاماً في باريس أنجز خلالها علومه العليا، وحضّر فيها معظم أعماله الأدبية الأولى.
وله مجموعة من الأبحاث الأكاديمية ومئات المقالات المنشورة والإسهامات في المؤتمرات المتخصّصة. وتبرز في أعماله الفكرية أربع موضوعات كبرى: ثقافة الحرية، معنى التاريخ في لبنان والمشرق العربي في القرون الأربعة الأخيرة، وثقافة المشهد، وثقافة الحفاظ على الطبيعة. وكان الدويهي رئيس قسم الدوليات في مجلة «النهار العربي والدولي» ومن ثم مجلة «المستقبل». ويعمل حاليا كأستاذ جامعي في الأنثروبولوجيا الاجتماعية والثقافية (علم الحضارات المقارن) في الجامعة اللبنانية.

## المؤلفات

### الكتب العلمية
- الطباعة في لبنان والمشرق. مقاربة سوسيو- ثقافية، 2004.
- أربعة قرون من ثقافة الحرية في لبنان. القرن السادس عشر- القرن العشرون، 2006.
- مجتمع زغرتا. البنى الاجتماعية- السياسية للجبل اللبناني. 1861- 1975، 2010.

### الكتب الأدبية
- ديوان أشعار كتاب الحالة، 1993.
- حديقة الفجر، 1999.
- ناسك القورشية - مار مارون، 1999.
- منارة الشرق، 1999.
- تقلا معادلة الرسل، 2000.
- رتبة الغياب، 2000.
- الخلوة الملكية، 2001.
- عبور الركام، 2003.
- حامل الوردة الأرجوانية، 2013.
- غريقة بحيرة موريه، 2014.
- آخر الأراضي، 2017.

## الجوائز
- كانت روايته «حامل الوردة الأرجوانية» العمل الروائي اللبناني الوحيد المرشّح لجائزة العالمية للرواية العربية لعام 2014.[5]
- حازت روايته «غريقة بحيرة موريه» جائزة وزارة الثقافة اللبنانية كأفضل عمل روائي لبناني لعام 2015، كما رُشَّحتْ لجائزة العالمية للرواية العربية عام 2015.[6]
- كما كانت روايته «آخر الأراضي» الرواية اللبنانية الوحيدة المرشّحة رُشَّحتْ لجائزة العالمية للرواية العربية لعام 2018.[7]